# 말모이 (영화)
《말모이》는 엄유나가 감독을 맡고, 유해진, 윤계상의 주연으로 2019년 1월 9일에 개봉된 한국 영화이다. 일제강점기를 시대적 배경으로 일제에 의해 우리말 사용이 금지된 그 때, 우리말을 지키기 위해 목숨을 걸고 우리말 사전을 만들기 위해 헌신하다 탄압당한 ‘조선어학회 사건’을 다룬다.

## 줄거리
1940년대 일제강점기의 경성, 극장매표원으로 일하던 판수(유해진)는 해고당한 뒤 일거리를 찾다 조선어학회에서 허드렛일을 하게 된다. 까막눈 판수는 그곳에서 사전을 만들기 위한 낱말(단어)를 수집하고 있는 사람들의 열정에 동화되기 시작한다. 친일파 아버지에 대한 반감으로 가득찬 조선어학회 대표 류정환(윤계상)은 '말모이' 작업에 헌신하지만, 일제는 감시망을 더욱 죄어온다. 과연, '말모이' 작업을 완료할 수 있을까.

## 출연
- 유해진: 김판수 역 - 본작의 주인공.
- 윤계상: 류정환 역 - 본작의 서브 주인공.
- 김홍파: 조갑윤 역
- 우현: 임동익 역
- 김태훈: 박훈 역
- 김선영: 구자영 역
- 민진웅: 민우철 역
- 송영창: 류완택 역 - 본작의 메인 빌런이자 페이크 최종 보스.
- 허성태: 우에다 역 - 본작의 진 최종 보스.
- 이성욱: 장춘삼 역
- 조현철: 박봉두 역
- 조현도: 김덕진 역
- 박예나: 김순희 역
- 이정은: 제주도 교사 역 (우정출연)
- 최귀화: 책방 우체부 역 (우정출연)
- 윤경호: 안경점 사장 역 (우정출연)
- 유은미: 중학생 순희 역 (우정출연)
- 예수정: 조갑윤 부인 역 (특별출연)
- 유재명: 김두봉 역 (특별출연)
- 김동영: 성인 덕진 역 (특별출연)

- 송부건: 가와모토 역
- 이서환: 이 부장 역
- 이호철: 기도부장 역
- 박경근: 간판부장 역
- 유순웅: 함경도 교사 역
- 백경윤: 황해도 교사 역
- 이동용: 경상도 교사 역
- 채동현: 전라도 교사 역
- 서영주: 충청도 교사 역
- 김남훈: 강원도 교사 역
- 정기섭: 덕진 담임 교사 역
- 김도엽: 남철 역
- 전진기: 정무총감 역
- 전병덕: 연맹이사 역
- 이영호: 해주야학 교사 1 역
- 구민혁: 해주야학 교사 2 역
- 김문식: 판수집 우체부 역
- 오희준: 체신국 우체부 역
- 장유: 경성역 창고 직원 역
- 조유신: 전차 일본인 사내 1 역
- 김대현: 전차 일본인 사내 2 역
- 이현걸: 서대문형무소 교도관 역
- 권혁: 경성역 일본남 역
- 강전영: 보고 경찰 역
- 송형수: 류완택 비서 역
- 이새로미: 선술집 주인 역
- 김규백: 판수패거리 평양 역
- 서문호: 판수패거리 혜산 역
- 노영주: 판수패거리 부여 역
- 조승구: 판수패거리 함흥 역
- 윤영균: 판수패거리 안동 역
- 김철무: 판수패거리 강릉 역
- 오경민: 판수패거리 온양 역
- 이다일: 판수패거리 제주 역
- 최윤빈: 판수패거리 부산 역
- 이동현: 판수패거리 의성 역
- 조석인: 판수패거리 고성 역
- 박원석: 판수패거리 목포 역
- 차준서: 시옷 여학생 역
- 구준우: 박길남 역
- 이강우: 박길남 형 역
- 김태율: 민들레 학생 1 역
- 조수빈: 민들레 학생 2 역
- 조용진: 덕진 친구 1 역
- 송지호: 징병 학생 1 역
- 김세한: 징병 학생 2 역
- 지원호: 징병 학생 3 역
- 김민석: 징병 학생 4 역
- 윤준열: 징병 학생 5 역
- 서영재: 복도 학생 역
- 정원: 인력거 잡지 학생 역
- 박준희: 사랑의 역사 아이 1 역
- 윤준상: 사랑의 역사 아이 2 역
- 고재원: 사랑의 역사 아이 3 역
- 유상재: 북만주 일본장교 역
- 이육헌: 일본어 간판 가게 사장 역
- 신재영: 모자가게 주인 역
- 정임섭: 경성역 매표소 직원 역
- 김동효: 경성역 인력거꾼 역
- 강태수: 기차 간식팔이 역
- 김서윤: 김인옥 역
- 윤준호: 경찰 간부 역
- 김학충: 헌병 간부 역
- 오규택: 옆자리 신문 승객 역
- 임수지: 옆자리 여승객 역
- 박성용: 포스터 일본장교 역
- 조성운: 책방 아기손님 역
- 김한빛: 전차 기사 역
- 한대훈: 창고 일본경찰 역
- 유용희: 자전거 상인 역
- 강유미: 경성역 방송 / 일본인 군중 녹음 역
- 명인호: 병정님 군인 녹음 역
- 선승수: 경찰 녹음 역
- 박영서: 동요 반달 녹음 역
- 후지모토 신스케: 일본인 군중 녹음 역
- 요네다 사치코: 일본인 군중 녹음 역
- 카와카미 에리코: 일본인 군중 녹음 역
- 김길범: 일본인 군중 녹음 역
- 가네코 신이치: 일본인 군중 녹음 역

## 참고사항
- 유해진, 이호철과 이새로미 그리고 우정출연한 이정은 그리고 특별출연한 최귀화와 유은미는 《택시운전사》이후로 2년만에 출연하는 작품이다.

- 유은미[2], 조현도[3], 이현걸[4]은 MBC 주말 드라마 《왔다! 장보리》 이후로 5년 만에 재회하는 작품이다.

## 영화정보
- 2018년 12월 18일 롯데시네마 건대입구에서는 열린 <말모이>의 언론시사회에는 엄유나 감독과 두 주연배우 유해진, 윤계상이 참석했다.[5]
- 2019년 1월 9일(수) 개봉된 말모이는 개봉일날 1077개 스크린에서 4853회 상영되며 12만 2,458명의 관객이 들었다. 13일(일)까지 첫 주말까지 118만 관객이 들었다. 최종 극장 관객수는 280만 명이다.[6]

## 수상
- 2019년 제39회 황금촬영상 시상식 수상 최우수 여우조연상 - 김선영
- 2019년 제14회 파리한국영화제 수상 페이사쥬 - 엄유나
- 2020년 제56회 대종상 영화제 후보 기획상
- 2020년 제18회 피렌체 한국영화제 수상 온라인 영화상 - 엄유나
- 2020년 제15회 오사카 아시안 필름 페스티벌 후보 특별기획